# 珊瑚藻
珊瑚藻，又名鈣化藻，是一科紅藻，即珊瑚藻科。它們的葉狀體堅硬，原因是在細胞壁中含有石灰。珊瑚藻一般都呈粉紅色，有些呈紅色，有些則呈紫色、黃色、藍色、白色或灰綠色。
沒有附著的珊瑚藻標本會形成較為光滑的小球狀或土灌木狀的葉狀體，大部份都是殼狀及像岩石的。珊瑚藻在珊瑚礁的生態上有重要角色。海膽、鸚哥魚科、帽貝及多板綱都會以珊瑚藻為食。
珊瑚藻分佈在世界各地的海洋，覆蓋著接近100%的岩石下層。很多都是著生的或附動物的，有些甚至是寄生在其他珊瑚藻的。雖然它們無處不在，但實際所知的不多。
傳統上，珊瑚藻可以分為兩類，即膝曲状珊瑚藻及非膝曲状珊瑚藻。膝曲状珊瑚藻是有分枝及樹狀的，以外殼或鈣化的鉤子附在下層，但也有非鈣化較靈活的部份。非膝曲状珊瑚藻的外殼厚幾微米至幾厘米，生長速度較慢，可以在岩石、珊瑚骨骼、貝殼、其他藻類或海草上生長，現已知有超過1600個物種。

## 形態
珊瑚藻大多都是鈣化的。它們可能有生殖窠；其細胞間具有連結，且展現出次級紋孔連結。它們能夠形成疊層石。
葉狀體可以分成三層，即下葉狀體、上葉狀體及邊葉狀體。

## 演化
最古老的珊瑚藻可以追溯至奧陶紀，而現今的形態是源自白堊紀。莖類的珊瑚藻相信是源自埃迪卡拉紀的陡山沱組。珊瑚藻相信是在管孔藻科內進行演化的。

## 歷史
第一個活生生的珊瑚藻應該於1世紀發現的，且是屬於珊瑚藻屬的。於1837年，Rodolfo Amando Philippi認為珊瑚藻並非動物，並稱石葉藻屬及石枝藻屬為Lithothamnium。多年來它們都被包含在隱絲藻目中，直至1986年才被提升為珊瑚藻目。

## 群落生態
大部份珊瑚藻都會產生適合某些草食性無脊椎動物幼體（如鮑魚）附著的化學物質。幼體可以清除妨礙珊瑚藻生長的著生植物。幼體附著對於鮑魚的養殖十分重要；珊瑚藻似乎可以促進幼體變態及生存。在群落層面也有其重要性：珊瑚藻與這些無脊椎動物的出現，可以幫助海草幼生生存的綴塊性。這在加拿大東部已經得到證實，估計在印度洋-太平洋海域的珊瑚礁可能也有類似情況。
一些珊瑚藻摒棄了表層的邊葉狀體細胞，當中少量是用來抗垢及促進草食性動物的生長。當這些珊瑚藻失去表層細胞時，群落得以生成綴塊性。在印度洋-太平洋海域最常見的珊瑚藻有太平洋新角石藻及Sporolithon ptychoides。不過並非所有這類表現都具有抗垢功效。大部份珊瑚藻摒棄表層細胞目的是要清除代謝功能受損的細胞。在南非潮間帶的遠滕似綿藻每年可以摒棄達50%的厚度，這種方式非常耗費能源，且對海草生成沒有幫助。這種摒棄方式都是用來清除舊有的繁殖結構及受損的長層細胞，以減低挖穴生物穿過表面的可能性。
一些珊瑚藻會長出很厚的外殼，為很多無脊椎動物提供了微觀生境。例如在加拿大東部對出，幼生海膽、多板綱及帽貝在魚類掠食下的死亡率接近100%，除非它們受到珊瑚藻的保護。這可能是影響草食性動物的分佈及牧食效能的重要因素，但是在印度洋-太平洋海域的微觀生境角色所知甚少。在當地常見的Hydrolithon onkodes與Cryptoplax larvaeformis的石鱟有一種非常親密的關係，這種石鱟會棲息在珊瑚藻內的巢穴，並於晚上才出來覓食。這種關係令這種珊瑚藻產生了一種奇突的生長形態：它們會生長出直立及不規則彎曲的片層。
珊瑚藻在珊瑚礁生態上有獨特的重要性，可以為珊瑚礁的結構提供石灰物質，令珊瑚礁可以黏合在一起。另外，它們在大西洋及印度洋-太平洋海域可以幫助構築藻脊。藻脊是碳酸鹽結構，主要是非膝曲状珊瑚藻所構築的。它們需要持續及高海浪來形成，故在迎風面生成最為理想。

## 下属分类
本科包括以下属：
- Aethesolithon J.H.Johnson, 1964
- Aguirrea Teichert, Woelkerling & Munnecke, 2019
- Alatocladia (K.Yendo) H.W.Johansen, 1969
- Anthrocardia Areschoug, 1952
- Aquirrea Teichert et al., 2019
- Archaeoporolithon A.K.Pal & R.N.Ghosh, 1974
- Archamphiroa G.Steinmann, 1930
- Archeolithamnium Foslie, 1898
- 節心藻屬 Arthrocardia Decaisne, 1842
- Bicorium V.P.Maslov, 1956
- 扁節藻屬 Bossiella P.C.Silva, 1957
- 粗珊藻属 Calliarthron Manza, 1937
- Chamberlainium A.A.Caragnano, A.Foetisch, G.W.Maneveldt & C.E.Payri, 2018
- Chamberlainium Coletti & Basso, 2020
- Cheilosporum (Decaisne) Zanardini, 1844，为Jania J.V.F.Lamouroux, 1812的异名
  - 唇孢藻 Cheilosporum acutilobum (Decaisne Piccone, 1886)
- Chiharaea Johansen, 1966
- Chihsienella Y.Z.Liang & R.C.Tsao, 1974
- Comansita K.B.Korde, 1986
- 珊瑚藻屬 Corallina Linnaeus, 1758
- Corallinac
- Cornicularia (A.V.Manza) V.J.Chapman & P.G.Parkinson, 1974
- Crusticorallina K.R.Hind & P.W.Gabrielson, 2016
- Distichoplax J.Pia, 1934
- Dobrogeites I.Simionescu, 1940
- Duthiophycus Tandy, 1938
- Ellisolandia K.R.Hind & G.W.Saunders, 2013
- Eolithoporella J.H.Johnson, 1966
- Eulithothamnion Foslie
- Eurytion (J.Decaisne) J.Lindley, 1846
- Haliptylon
- Hensonella G.F.Elliott, 1960
- 異皮藻屬 Heteroderma Foslie, 1909
- 叉珊藻屬 Jania J.V.F.Lamouroux, 1812
- Johansenia K.R.Hind & G.W.Saunders, 2013，为Johanseninema Hašler et al. 2014的异名
- Kymalithon M.Lemoine & J.Emberger, 1967
- Leptolithophyllum M.Airoldi, 1930
- Lithocystis G.J.Allman, 1848
- Lithophyllodendron F.Musper, 1919
- Lithothamniscum Rothpletz, 1891
- Lysvaella B.I.Tchuvaschov, 1971
- Masakiella Guiry & O.N.Selivanova, 2007
- Mesolithon V.P.Maslov, 1955
- Multisiphonia R.-C.Tsao & Y.-C.Liang, 1974
- Neodasyporella R.Endô, 1969
- Pachyarthron Manza, 1937
- Palaeophyllum V.P.Maslov, 1950
- Palaeoporolithon E.Kriván-Hutter, 1961
- Palaeothamnium S.Conti, 1945
- Paleohyperamum B.H.Harlton, 1933
- Paleophyllum Billings, 1858
- Paracolonnella Y.Z.Liang & R.C.Tsao, 1974
- Paraconophyton Y.Z.Liang & R.C.Tsao, 1974
- Paragoniolithon W.H.Adey, R.A.Townsend & W.T.Boykins, 1982
- Parakymalithon E.Moussavian, 1987
- Paralithoporella Wu, 1991
- Paraphyllum Me.Lemoine, 1970
- Paraporolithon J.H.Johnson, 1957
- Parvicellularium A.Caragnano, A.Foetisch, G.W.Maneveldt & C.E.Payri, 2018
- Plectoderma Reinsch, 1875
- 呼葉藻屬 Pneophyllum Kützing, 1843
- Pomatophyllum S.Conti, 1943
- Pseudaethesolithon G.F.Elliott, 1971
- Pseudogymnosolen Y.Z.Liang & R.C.Tsao, 1974
- 偽石葉藻屬 Pseudolithophyllum Pfender, 1936
- Pseudolithothamnium Pfender, 1937
- Rhizolamellia S.V.Shevejko, 1982
- Sclerothamnium M.Airoldi, 1936
- Siamporidium R.Endo, 1969
- Solenophyllum V.P.Maslov, 1935
- Sorithamnion Heydrich, 1900
- Subterraniphyllum G.F.Elliott, 1957
- Tielingella Y.Z.Liang & R.C.Tsao, 1974
- Titanephlium G.D.Nardo, 1834
- Uraimella B.I.Tchuvashov, 1973
- Yamadaia Segawa, 1955

## 經濟重要性
由於其鈣化結構，珊瑚藻具有許多經濟價值。於18世紀開始就有採集非附著的珊瑚藻（藻團粒）為土壤調理劑。在英國及法國，每年就有超過30萬噸的Phymatolithon calcareum及Lithothamnion corallioides被挖出來。在巴西對出海岸的一些挖掘工作可以延綿幾千公里。藻團粒也會被用作為歐洲牛及豬的食物添加劑，與及過濾酸性飲用水。
在醫藥上最早使用珊瑚藻是作為驅蟲藥，於18世紀末停止了此種用途。現時會使用珊瑚藻來作為牙補骨。
由於珊瑚藻含有碳酸鈣，故化石化得較好，可以生成地層。

### 腳註
1. 1 2  Riding, R.; Cope, J.C.W.; Taylor, P.D.  (PDF). Palaeontology. 1998, 41: 1069–76. （原始内容 (PDF)存档于2012-03-09）.
2. 1 2  Brooke, C.; Riding, R. . Lethaia. 1998, 31 (3): 185–95. doi:10.1111/j.1502-3931.1998.tb00506.x.
3. ↑  Aguirre, J.; Perfectti, F.; Braga, J.C. . Paleobiology. 2010, 36 (4): 519. doi:10.1666/09041.1.
4. ↑  Woelkerling, Wm.J. . London: British Museum (Natural History). 1988. ISBN 0-19-854249-6.
5. 1 2 3  Xiao, S.; Knoll, A.H.; Yuan, X.; Pueschel, C.M. . American Journal of Botany. 2004, 91 (2): 214–27  [2010-06-02]. doi:10.3732/ajb.91.2.214. （原始内容存档于2008-12-22）.
6. ↑  Wendt, J. . Palaios. 1993, 8 (1): 101–10. doi:10.2307/3515224.
7. ↑  Blackwell, W. H.; Marak, J. H.; Powell, M. J. . Journal of Phycology. 1982, 18: 477. doi:10.1111/j.0022-3646.1982.00477.x.
8. ↑  Johnson, R. . Journal of Paleontology (Paleontological Society). 1956, 30 (3): 445–772.
9. 1 2  Linda M. Irvine & Yvonne M. Chamberlain. . London: HMSO. 1994. ISBN 0 11 3100167.
10. 1 2  Morton, O. and Chamberlain, Y.M. . Ir. Nat. J. 1985, 21: 436–40.
11. 1 2  Morton, O. and Chamberlain, Y.M. . Ir. Nat. J. 1989, 23: 102–6.
12. ↑  Adey WH. . Phycologia. 1978, 17: 361–7.

### 文獻
- Suneson, S. . Lunds Universitets Arsskrift. N.F., Avd. 2. 1943, 39 (9): 1–66.
- Woelkerling, W.J. . Gunneria. 1993, 67: 1–289.

## 外部連結
- British Phycological Society （页面存档备份，存于）
- Seaweed
- AlgaeBase （页面存档备份，存于）
- University of the Western Cape